# Лижне двоборство на зимових Олімпійських іграх 2010 — командний великий трамплін/4×5 км
Комадндні змагання з лижного двоборства в програмі Зимових Олімпійських ігор 2010 відбулися в Олімппійському парку Вістлера у Вістлері, Британська Колумбія, 23 лютого 2010.
Змагання складалися зі стрибків з трампліна й естафети 4 х 5 км. 

## Результати

### Стрибки з трамліна
Кожен член команди виконував один стрибок, який оцінювався за системою стрибків з трампліна. Результати всіх стрибків сумувалися й за ними розраховувався стартовий час команди в лижному кросі. Кожне очко відповідало затримці у 1.33 секунди. 
Найдальший стрибок на 138,5 м виконав фін Рійнянен, що вивело фінську збірну на перше місце перед естафетою. Їхня перевага над збіною США становила 2 с
| Місце | Стартовий номер | Країна                                                                    | Відстань (м)            | Оцінка                        | Часова різниця |
| ----- | --------------- | ------------------------------------------------------------------------- | ----------------------- | ----------------------------- | -------------- |
| 1     | 5               | Фінляндія Янне Рійнянен Яакко Таллус Ганну Маннінен Анссі Койвуранта      | 138.5 129.5 130.0 136.0 | 507.0 134.2 120.3 120.5 132.0 | 0:00           |
| 2     | 6               | США Бретт Камерота Тодд Людвік Білл Демонг Джонні Спілейн                 | 133.5 136.5 131.5 134.0 | 505.8 122.3 132.2 123.8 127.5 | 0:02           |
| 3     | 10              | Австрія Маріо Штехер Давид Крайнер Бернгард Ґрубер Фелікс Ґоттвальд       | 130.5 126.5 136.0 125.0 | 479.9 121.7 114.7 131.0 112.5 | 0:36           |
| 4     | 2               | Японія Такахасі Дайто Ватабе Акіто Кобаясі Норіхіто Като Тайхей           | 136.5 125.0 124.0 132.5 | 475.9 132.2 112.0 110.0 121.7 | 0:41           |
| 5     | 8               | Франція Франсуа Бро Себастьян Лакруа Максім Лаерт Джейсон Ламі-Шаппюї     | 128.5 123.5 128.5 135.0 | 474.7 117.7 110.3 117.7 129.0 | 0:43           |
| 6     | 9               | Німеччина Тіно Едельманн Йоганнес Рідцек Б'єрн Кірхайзен Ерік Френцель    | 123.0 129.0 132.0 129.5 | 473.3 109.0 119.0 124.5 120.8 | 0:45           |
| 7     | 7               | Норвегія Еспен Ріан Ян Шмід Маґнус Моан Петтер Л. Танде                   | 128.0 121.5 131.5       | 468.4 117.0 105.8 122.8       | 0:51           |
| 8     | 4               | Чехія Алеш Водведалек Мирослав Дворак Томаш Славік Павел Чуравий          | 123.0 124.0 125.5 132.0 | 457.3 109.0 110.5 113.3 124.5 | 1:06           |
| 9     | 1               | Швейцарія Тім Гуґ Сеппі Гуршлер Томмі Шмід Ронні Гер                      | 123.5 121.0 131.5 117.0 | 436.6 110.3 105.0 122.8 98.5  | 1:34           |
| 10    | 3               | Італія Лукас Рунґґальдьєр Армін Бауер Джузеппе Мік'єллі Алессандро Піттін | 126.5 114.0 112.5 122.5 | 402.6 113.7 92.0 89.7 107.2   | 2:19           |

### Лижний крос
Естафету кожна команда стартувала з відстванням, визначеним результатами стрибків із трампліна. Естафета відбулася о 14:00 годині того ж дня. Першу трійку на старті складали команди Фінляндії, США та Австрії. На першому етапі найшвидшими були норвежці, піднявшись з сьомого на шосте місце. Першими передали естафету США, за ними Фінляндія й Австрія. На другому етапі австрієць Давид Крайнер вивів свою команду на друге місце, показавши найшвидший результат із усіх двоборців. На передачі естафети першу трійку складали США, Австрія, Франція. Австрієць Фелікс Ґоттвальд вивів свою команду на перше місце на третьому етапі, на третє перемістилися німці. 
На останньому етапів американець Білл Демонг відіграв 14.1 секундне відставання від австрійців і вивів свою команду вперед, але послизнувся на останньому спуску. Австрієць Маріо Штехер був першим на фініші. Команда Австрії відстояла своє звання олімпійських чемпіонів. 
| Місце | Стартовий номер | Країна                                                                    | Затримка | Час                                     | Місце | Відствання |
| ----- | --------------- | ------------------------------------------------------------------------- | -------- | --------------------------------------- | ----- | ---------- |
| 1     | 3               | Австрія Бернгард Ґрубер Давид Крайнер Фелікс Ґоттвальд Маріо Штехер       | 0:36     | 48:55.6 11:57.7 11:49.0 12:04.3 13:04.6 | 1     | 0.0        |
| 2     | 2               | США Бретт Камерота Тодд Лодвік Джонні Спілейн Білл Демонг                 | 0:02     | 49:34.8 12:28.0 11:52.3 12:18.8 12:55.7 | 4     | +5.2       |
| 3     | 6               | Німеччина Йоганнес Ридзек Тіно Едельманн Ерік Френцель Б'єрн Кірхайзен    | 0:45     | 49:06.1 11:56.2 11:58.0 12:13.6 12:58.3 | 2     | +19.5      |
| 4     | 5               | Франція Максім Лаерт Франсуа Бро Себастьян Лакруа Джейсон Ламі-Шаппюї     | 0:43     | 49:28.4 11:53.3 12:02.3 12:34.7 12:58.1 | 3     | +39.8      |
| 5     | 7               | Норвегія Ян Шмід Еспен Ріян Петтер Л. Танде Маґнус Моан                   | 0:51     | 49:34.9 11:51.4 12:13.5 12:32.9 12:57.1 | 5     | +54.3      |
| 6     | 4               | Японія Taihei Kato Такахасі Дайто Ватабе Акіто Кобаясі Норіхіто           | 0:41     | 50:04.8 12:01.8 12:07.3 12:38.3 13:17.4 | 6     | +1:14.2    |
| 7     | 1               | Фінляндія Янне Рійнянен Яакко Таллус Анссі Койвкранта Ганну Маннінен      | 0:00     | 51:53.1 12:32.6 12:46.8 13:12.9 13:20.8 | 8     | +2:21.5    |
| 8     | 8               | Чехія Алеш Водседалек Мирослав Дворак Томаш Славік Павел Чуравий          | 1:06     | 51:44.2 12:51.5 12:10.8 13:08.1 13:33.8 | 7     | +3:18.6    |
| 9     | 9               | Швейцарія Сеппі Гуршлер Тім Гуґ Томмі Шмід Ронні Гер                      | 1:34     | 52:15.8 12:02.2 12:31.7 13:38.8 14:03.1 | 10    | +4:18.2    |
| 10    | 10              | Італія Алессандро Піттін Джузеппе Мік'єллі Лукас Рунґґальдьєр Армін Бауер | 2:19     | 51:55.5 12:07.8 12:20.2 13:27.5 14:00.0 | 9     | +4:42.9    |